# Parco Wenner
La Villa comunale di Scafati detta anche Parco Wenner è un parco pubblico di Scafati, in provincia di Salerno.

## Storia
Il parco venne realizzato su un precedente frutteto dall'industriale Freitag, che vi costruì accanto un grande opificio per la tessitura, in seguito diventato parte delle Manifatture Cotoniere Meridionali (MCM), e più tardi trasformato in uno stabilimento conserviero. La famiglia Wenner, che ebbe in seguito in possesso il parco, lo vendette al comune nel 1933, insieme all'edificio residenziale, che fu adibito a sede municipale.
Il parco venne affidato a don Umberto Avigliano, economo del comune, che se ne occupò con il giardiniere Francesco Nastri e suo figlio Antonio.
Furono costruite delle vasche per le anatre e nel gabbione degli uccelli fu messa una scimmietta di nome Fanny e all'entrata del parco due caprette tibetane.
Nel parco ci sono anche delle rovine
Il Parco Civico Meyer-Wenner (già Villa Comunale) di Scafati rappresenta, non solo a livello locale, un patrimonio botanico-ambientale unico, sia per l'estensione (circa 27.000 mq), sia per la bellezza, lo sviluppo e la rarità delle essenze che ospita. Esso nacque dall'acquisizione di terreni agricoli effettuata nella prima metà dell'Ottocento dal maestro tintore svizzero Giovanni Giacomo Meyer, originario delle sponde del lago di Zurigo, giunto a scafati nel 1824 assieme alla moglie Rachele Wunderli, per impiantarvi una tintoria di “rosso di Adrianopoli” che si ricavava dalle radici della robbia (Rubia tinctoria), presenti in abbondanza nelle fresche e limpide acque del fiume Sarno.
In principio l'area occupata oggi dal parco e acquistata dallo svizzero era proprio un campo di robbia. Ma quando intorno al 1850 i coloranti artificiali a base di anilina presero il sopravvento su quelli naturali, la coltivazione della robbia fu abbandonata. La parte più prossima al complesso industriale nel frattempo sorto sulla riva sinistra del Sarno nelle immediate adiacenze del palazzo padronale della famiglia Meyer, fu allora utilizzata come ampliamento dello stenditoio all'aria aperta – dove si asciugavano filati e tessuti sottoposti a sbiancamento e coloritura – mentre il resto fu lasciato in gran parte incolto.
Poco prima della metà dell'Ottocento, quando le sue fortune si erano ben consolidate Meyer pensò di ricavare in quell'ampio appezzamento di terreno di sua proprietà un giardino familiare.
Nell'ambito del riassetto paesaggistico concepito per il giardino, Meyer fece realizzare, all'interno di una delle grandi aiuole in cui suddivise il campo, un rilievo circolare di circa tre metri d'altezza, dalla sommità percorsa tutt'intorno da un sedile in muratura, aperto solo in corrispondenza dell'accesso della gradinata ricurva. L'opera, del diametro complessivo di circa nove metri, non poteva avere altra destinazione d'uso che non fossero incontri, convivi e concerti musicali nella bella stagione.
Al lungimirante industriale vanno accreditate anche le altre due significative realizzazioni: il “Jardin d'hiver”, vale a dire la prima serra calda sorta nel parco, dalle accattivanti linee architettoniche, e un vasto terraneo al centro dell'area residua, nato come “luogo di comodo” familiare, precursore del cosiddetto “Casino nobile” wenneriano. Ma il capolavoro di Giovangiacomo – com'era conosciuto nell'ambiente familiare e in quello degli intimi – fu un pittoresco laghetto, tuttora esistente, che più tardi fu chiamato “ dei Papiri” per la presenza di un folto cespuglio di quest'essenza sulla sponda nord – occidentale.
Meyer morì ottantenne nel 1872 è volle farsi seppellire nel suo parco, in piccolo cimitero che egli stesso vi aveva allestito, con dovizia di elementi decorativi a carattere religioso e simbolico, al lato del cancello che si apriva (e si apre tuttora come ingresso al Parco dalla Via di Castellammare, attuale Via Oberdan) per accogliervi tre dei suoi figli deceduti in tenera età e, a che se ne sappia almeno un'altra persona vicino alla sua famiglia.
Nella conduzione dell'industria cotoniera, ormai sviluppata considerevolmente nel settore della filatura e tessitura, gli successero il figlio Arnoldo, il primo tra quelli viventi, e come personalità dominante il genero Rodolfo Freitag, sposato a Elisabetta, figlia di Giovangiacomo nel 1846. Quest'ultimo tuttavia non aveva nessuna particolare propensione a occuparsi del parco, anche perché risiedeva abitualmente a Napoli.
Fu soltanto quando gli subentrò nel 1887 il genero Roberto Wenner, a sua volta marito di Giovanna Freitag sposato nel 1881, che il parco ricevette un impulso decisivo sull'arco di un trentennio, raggiungendo l'estensione, la ricchezza e la complessità che chi scrive, per sua buona sorte, conosce, da frequentazioni iniziate tre quarti di secolo fa, da precisi ricordi, da immagini e da documenti di vario genere.
Roberto allargò a tutto lo spazio disponibile i confini del parco e vi mise a dimora, portandolo alla consistenza floristica attuale, centinaia di essenze arboree, arbustive ed erbacee che ora possiamo ammirare (ahimè solo in parte!) da adulte, e fece costruire una coppia di grandi serre a struttura metallica dove si dilettava a coltivare con successo finanche alcune varietà di orchidee. Le serre, la più grande delle quali dotate di un adiacente locale – caldaia, erano giunte fino ai nostri giorni, nell'ossatura se non nella copertura a lastre di vetro. Ma, dopo essere state recuperate una dozzina d'anni or sono alla loro funzionalità originale, si ritrovano al momento prive di un utilizzo che non sia quello di deposito per alcune comunissime piante d'appartamento. Nell'ampia radura al centro del parco Roberto fece sorgere due strutture che la arricchirono di praticità e piacevolezza anche nei tempi successivi: il “Casino nobile” (costruito sullo stesso sito del precedente “locale di comodo” meyeriano – ma diverso come forma e dimensione) e una contigua grande voliera, entrambe demolite. Alla moglie di Roberto, Giovanna la tradizione attribuisce la creazione della ‘Montagnella’ adiacente al ‘Laghetto dei papiri’ e del campo da tennis nell'angolo dove ora sorge un Centro anziani.
Vittima dell'influenza spagnola, Roberto Wenner morì il 17 aprile del 1919 (era nato a Pellezzano il 20 maggio 1853). Il parco e il palazzo Meyer vanno in eredità ai suoi quattro figli: Rodolfo, Arnoldo, Maurizio e Giorgio – non prima che egli avesse loro raccomandato, ove mai avessero voluto o dovuto disfarsene, che la cessione degli immobili avvenisse a vantaggio dei cittadini di Scafati – e così fu.
La passeggiata nella loro villa divenne per gli scafatesi un rito settimanale, e di nuovo chi scrive si sente investito dal privilegio di poterla ricordare negli anni di massimo splendore, immediatamente prima dello scoppio della seconda guerra mondiale, quando le aiuole e le bordure erano ricche di colori in ogni stagione, i prati perfettamente tenuti, gli alberi curati con scrupolosa attenzione, le serre e i semenzai attivi nella produzione di tutte le varietà di fiori ed essenze necessarie ai nuovi impianti e ai rinnovi stagionali.
"Angelo Pesce". Il parco chiude nel novembre 2018 a causa di gravi avversità meteorologiche, per poi riaprire il 14 giugno 2020.

## Descrizione
Consiste di un'area di circa 30.000 m² a pianta irregolare.
Il lato nord della Villa comunale confina per tutta la sua lunghezza con il fiume Sarno fino a raggiungere in direzione est il palazzo Meyer (attualmente adibito a palazzo comunale), il lato sud confina con via Oberdan, il lato est con un ampio parcheggio e a ovest con una fabbrica.
All'interno si trovano ampi viali interni e piazzali, zone sopraelevate circondate da siepi, chiamate "montagnole", e laghetti.
Nel lato nord-occidentale vi era una quercia risalente al 1543, abbattuta qualche lustro fa. Tuttavia la base del tronco è ancora visibile.
La villa conservava inoltre un esemplare di Jubaea chilensis (denominazione scientifica della palma), che per dimensioni era tra le maggiori in Europa.
L'area viene spesso utilizzata in estate per manifestazioni di danze e musiche. Nella villa, inoltre, c'è un campetto playground di basket dove in estate si svolge un torneo 3vs3.